# Strange Clouds
Strange Clouds er det andet studiealbum fra den amerikanske hip hop-kunstner B.o.B og er sat til udgivelse den 1. maj 2012, på Grand Hustle Records, Rebel Rock Entertainment, og Atlantic Records.

## Sporliste
| Strange Clouds | Strange Clouds                             | Strange Clouds                                                                       | Strange Clouds   | Strange Clouds | Strange Clouds | Strange Clouds | Strange Clouds | Strange Clouds | Strange Clouds |
| #              | Titel                                      | Sangskriver(e)                                                                       | Producer         | Længde         |                |                |                |                |                |
| -------------- | ------------------------------------------ | ------------------------------------------------------------------------------------ | ---------------- | -------------- | -------------- | -------------- | -------------- | -------------- | -------------- |
| 1.             | "Bombs Away" (featuring Morgan Freeman)    | Bobby Ray Simmons, Jr.                                                               | B.o.B            | 5:28           |                |                |                |                |                |
| 2.             | "Ray Bands"                                | Simmons, Jr.                                                                         | B.o.B.           | 3:48           |                |                |                |                |                |
| 3.             | "So Hard to Breathe"                       | Simmons, Jr., Sean Garrett                                                           | Sean Garrett     | 4:21           |                |                |                |                |                |
| 4.             | "Both of Us" (featuring Taylor Swift)      | Simmons, Jr., Taylor Alison Swift, Ammar Malik, Lukasz Gottwald, Henry Walter        | Dr. Luke         | 3:38           |                |                |                |                |                |
| 5.             | "Strange Clouds" (featuring Lil Wayne)     | Simmons, Jr., Dwayne Carter, Jr., Lukasz Gottwald, Walter                            | Dr. Luke, Cirkut | 3:47           |                |                |                |                |                |
| 6.             | "So Good"                                  | Simmons, Jr., Ryan Benjamin Tedder                                                   | Ryan Tedder      | 3:33           |                |                |                |                |                |
| 7.             | "Play for Keeps"                           | Simmons, Jr.                                                                         | B.o.B            | 3:22           |                |                |                |                |                |
| 8.             | "Arena" (featuring Chris Brown & T.I.)     | Simmons, Jr., Clifford Joseph Harris, Jr., Christopher Maurice Brown                 | Dr. Luke         | 4:27           |                |                |                |                |                |
| 9.             | "Out of My Mind" (featuring Nicki Minaj)   | Simmons, Jr., Onika Tanya Maraj                                                      | Dr. Luke         | 3:43           |                |                |                |                |                |
| 10.            | "Never Let You Go" (featuring Ryan Tedder) | Simmons, Jr., Tedder                                                                 | Ryan Tedder      | 4:20           |                |                |                |                |                |
| 11.            | "Chandelier" (featuring Lauriana Mae)      | Simmons, Jr., Ansley Hughes og Clyde Hargrove fra Super Water Sympathy, Bryan Fryzel | Frequency        | 4:00           |                |                |                |                |                |
| 12.            | "Circles"                                  | Simmons, Jr.                                                                         | Mynority & B.o.B | 3:47           |                |                |                |                |                |
| 13.            | "Just a Sign" (featuring Playboy Tre)      | Simmons, Jr., Clarence Montgomery III                                                | Kuttha           | 5:58           |                |                |                |                |                |
| 14.            | "Castles" (featuring Trey Songz)           | Simmons, Jr., Tremaine Aldon Neverson                                                | Troy Taylor      | 3:54           |                |                |                |                |                |
| 15.            | "Where Are You (B.o.B vs. Bobby Ray)"      | Simmons, Jr.                                                                         | B.o.B            | 4:51           |                |                |                |                |                |
| 62:57          |                                            |                                                                                      |                  |                |                |                |                |                |                |

| 16. | "MJ" (featuring Nelly)               | Simmons, Jr., Cornell Iral Haynes, Jr., Nikolaos Giannulidis, Quinn | Unik, Lil'C       |      |
| 17. | "Back It Up for Bobby"               | Simmons, Jr., Matthew Samuels                                       | Boi-1da           |      |
| 18. | "What Are We Doing"                  | Simmons, Jr., James Scheffer, Frank Romano                          | B.o.B, Jim Jonsin | 4:10 |
| 19. | "Guest List" (featuring Roscoe Dash) | Simmons, Jr., Jeffery Johnson Jr.                                   | B.o.B, Kuttah     | 4:26 |
| 20. | "Ms. Professional"                   | Simmons, Jr., Mikkel Storleer Eriksen, Tor Erik Hermansen           | Stargate          |      |

| 21. | "Play the Guitar" (featuring André 3000)                        | Simmons, Jr., Andre Benjamin, Salaam Gibbs, Clifford Harris Jr. | Salaam Remi | 3:24       |
| 22. | "Rule The World" (Feat. Tech N9ne, Big Boi, Playboy Tre & T.I.) | Simmons, Jr.                                                    | Boi-1da     | Jim Jonsin |
| 23. | "No Where Near Close" (Feat. Eminem & Kid Cudi)                 | Simmons, Jr.                                                    |             |            |